# ナルどマ
『ナルどマ』（英: Nar Doma）は、米と書いてめーとるによる日本の漫画作品、及びそれを原作としたテレビアニメ。漫画アプリcomicoにて2013年から2016年にかけて連載されていた。漫画は毎週木曜日更新。
ナルシストのハギトと、ドマゾ（マゾヒスト）のケイ、容姿が幼いモノの日常を描く。comicoのサービス開始当初からの連載作品で、2015年1月には単行本が販売された。タイトルの由来は「ナルシスト」と「どマゾ」から。

## 登場人物
声はテレビアニメにおける担当声優。初登場は原作とアニメの初登場回を記載。

### 主要人物
主要人物はすべて作者の友人がモデルである。
ハギト / 海原 萩人 (うみはら はぎと)
声 - まっくす
初登場 - 第1話「出会い」（原作）/01「出会ったころの俺が好き」（アニメ）
本作の主人公。B型20歳の大学生で寮暮らし。誕生日は8月10日で身長は171cm。ナルシストで、しばしば外出時に鏡を持ち歩き自分の顔を眺める。そのせいで階段から落ちて骨折したことがある。また、ロリコンでもあり、トトノを見て涎を垂らすことがある。ロリコン発覚以後、幼女を見たり思い出したりすれば所構わずヨダレを垂らす。トトノに「家に泊めてください」と言われた際に断ったことから、社会にいられるだけの最低限の自制心はある様子。夢は「お風呂から出た幼女をタオルでキャッチすること」。水泳が得意で、好きな食べ物は寿司。カボチャが苦手。
ケイ / 浜瑚 蛍介 (はまご けいすけ)
声 - 宮﨑敦巳
初登場 - 第1話「出会い」（原作）/01「出会ったころの俺が好き」（アニメ）
本作の主人公。O型20歳の大学生で寮暮らし。誕生日は9月4日で身長は166cm。極度のマゾヒストで、よく「罵ってよ」と口にする。恋愛対象はドマゾを受け入れてくれる人。性別もドマゾ。パスタが好きで豆類は苦手。
モノ / 藻井 柊平 (ものい しゅうへい)
声 - 安達勇人
初登場 - 第1話「出会い」（原作）/01「出会ったころの俺が好き」（アニメ）
ハギト、ケイと同じ大学に通うA型20歳の学生。同じく寮暮らし。本作の主要人物の中では1番まともな人間。身長が低くて童顔。後述のシェイクへは何故か言動が攻撃的。

### 主要人物の家族・親戚
ナギト / 海原 薙人 (うみはら なぎと)
声 - 平一貴
初登場 - 第30話「入院」（原作）/第16話「ナギトの兄の俺が好き」(アニメ)
ハギトの弟。16歳。身長はハギトより22cm高い193cm。ハギトのことを「兄者」と呼び慕っている。ハギトとは対照的に、がっちりした体格で肌の色は健康的。しかし、ハギトと同じようにロリコンである。ナギトが中学生ぐらいの時に兄弟喧嘩でハギトを失神させて以来、気を遣っている。
ハギト・ナギトの母
初登場 - 第65話「餅つき」（原作）
ハギト・ナギトの父
初登場 - 第79話「こいのぼり」（原作）
浜瑚 燈介 (はまご とうすけ)
初登場 - 第46話「帰省2」（原作）
ケイ・ミヨクの兄。
ミヨク / 浜瑚 美翼（はまご みよく）
初登場 - 第38話「届け物」（原作）
ケイの妹。15歳の高校生だが、年齢不相応に小柄。彼女の初登場時、ケイはロリコンのハギトを恐れ、妹であるミヨクの存在を隠していた。
藻井 茜 (ものい あかね)
声 - 浅海ゆえ
初登場 - 第45話「帰省」（原作）/17「出てないけれど俺が好き」（アニメ）
モノ同様背が低い姉。
藻井 涼平 (ものい りょうへい)
初登場 - 第45話「帰省」（原作）
モノの兄で茜の弟。3姉弟の2番目であるが、1番背が高い。

### その他
斉藤 結 (さいとう ゆう)
声 - 平山笑美
初登場 - 第4話「女子力」（原作）/05「斉藤さんより俺が好き」（アニメ）
21歳、AB型の大学生。基本的に「斉藤さん」と呼ばれる。モデルはメインキャラと同じく作者の友人。私服が個性的すぎて誰からも認めてもらえない。「井上さん」という3匹のクラゲを飼っていたが、誤って排水口に流してしまい、代わりにハギトからもらったクラゲに「ウミハラ君」と名付けて飼育している。ブブゼラができる。サボテンの服を着ることで「斉藤ニードルアタック」が出来るが、雪には効果が無い。後に熊を模した帽子を被ることで「斉藤ベアータックル」を繰り出す。
花城 トトノ (はなしろ -)
声 - 郁原ゆう
初登場 - 第5話「天使」（原作）/08「天使が街に俺が好き」（アニメ）
8歳、O型の女子小学生。握力は89kg。引っ越ししてきたばかりで友達がいない頃にハギトたちに出会い、それがきっかけで彼らの元へ遊びに行くことになる。「ナルどマ」初のモデルがいないキャラクター。ピアノ教室に通っている。
ロクさん / 青実 六汰 (あおざね ろくた)
声 - 小田敏充
初登場 - 第11話「ネガティブ」（原作）/10「ロクさん回でも俺が好き」（アニメ）
23歳、AB型のサラリーマン。本人曰く「倒したら経験値20もらえるレアキャラ」。自他ともに認める雨男で、雨男じゃなくなるのなら晴女になってもいいと思っている。言動や考えがネガティブ。トマトが嫌い。
神代 キセハ (かみしろ -)
初登場 - 第11話「ネガティブ」（原作）
チャットがきっかけでハギトたちと知り合った女の子。18歳。ハギトの初デートの相手。うどんが大好きだが、1番好きな食べ物はシチュー。
Shake (しぇいく) / 佐藤 巴樹 (さとう ともき)
初登場 - 第20話「バレンタインデー」（原作）
メイクした姿がハギトと瓜二つの男性。バンドのボーカルを務めている。メイクのことになると怖い。
ツユクサ/露草 雨子 (つゆくさ あめこ)
声- 桜奈里彩 (A応P)
初登場 - 第24話「自転車」（原作）/14「時給で働く俺が好き」(アニメ)
ハギトのバイト先の先輩。
山梨さん（やまなし-）
初登場 - 第30話「入院」（原作）/04「人を助ける俺が好き」（アニメ）
無口で心優しい男性。ハギトが入院した際に隣のベッドにいた。
トトノの父
初登場 - 第53話「お弁当」（原作）
建築現場で働いている。
トトノの母
初登場 - 第23話「家出」（原作）
店長
初登場 - 第24話「自転車」（原作）
ハギト、ツユクサが勤めている飲食店の店長。
もちまる
声 - 郁原ゆう
初登場 - 09「少女に見られる俺が好き」（アニメ）
作品内に登場する架空のアニメーション作品のキャラクター。名前の由来は「もち」と「アニマル (Animal, 動物)」。その人気故に、comico SHOPでぬいぐるみが販売されている。
井上さん (いのうえ-)・ウミハラ君 (-くん)
初登場 - 第26話「斉藤さんと井上さん」 (原作)/13「またまた斉藤さんより俺が好き」 (アニメ・井上さんのみ)
斉藤さんのクラゲ。井上さんは3匹いたが、斉藤さんが誤って排水口に流してしまった。現在はハギトからもらったウミハラ君を飼育中。
こめたろう
声 - 平山笑美
初登場 - 第45話「帰省」（原作）/17「出てないけれど俺が好き」（アニメ）
モノが帰省した際に実家で預かっていた、親戚のイヌ。名前に「たろう」がつくが、メスである。

## 単行本
- KADOKAWA エンターブレイン〈B's-LOGコミックス〉
  - 1巻、2015年1月23日発売、ISBN 978-4-0473-0134-4
- NHN comico〈アクションコミックスcomicoBOOKS〉
  - 2巻、2015年11月12日発売、ISBN 978-4-5758-4715-4

## テレビアニメ
2015年5月から11月まで関西テレビ（カンテレ）にて、深夜番組『音エモン』内のコーナーアニメとして放送。また、同年7月よりTOKYO MX・AT-Xでも放送された。5分枠の短編アニメ。

### スタッフ
- 監督・脚本 - 尾中たけし
- 音響監督 - 鹿志村聡
- プロデューサー - 吹田沙矢、福井政文
- アニメーション制作 - 勝鬨スタジオ
- 製作 - チームナルどマ

### 主題歌
抱きしめてtoマインド☆
作詞 - 月宮うさぎ / 作曲 - 小池雅也 / 歌 - まっくす

### 各話一覧
| 話数 | カンテレ放送日 | MX放送日 | 副題                             | 原作                                                                                   | DVD                        | 備考                                                                                                 |
| ---- | -------------- | -------- | -------------------------------- | -------------------------------------------------------------------------------------- | -------------------------- | --- |
| 01   | 2015年 5月16日 | 7月2日   | 出会ったころの俺が好き           | 第1話「出会い」 (1巻1話)                                                               | 「俺の1巻」 2015年11月13日 | ハギト、ケイ、モノ初登場。                                                                           |
| 02   | 5月23日        | 7月2日   | ランチタイムの俺が好き           | 第2話「ランチ」 (1巻2話)                                                               | 「俺の1巻」 2015年11月13日 | - |
| 03   | 5月30日        | 7月9日   | 忘れ物しても俺が好き             | 第3話「忘れ物」 (1巻3話)                                                               | 「俺の1巻」 2015年11月13日 | - |
| 04   | 6月5日         | 7月9日   | 人を助ける俺が好き               | 第17話「救助」 (1巻17話)                                                               | 「俺の1巻」 2015年11月13日 | 山梨さん初登場。                                                                                     |
| 05   | 6月13日        | 7月16日  | 斉藤さんより俺が好き             | 第4話「女子力」 (1巻4話)                                                               | 「俺の1巻」 2015年11月13日 | 斉藤さん初登場。                                                                                     |
| 06   | 6月20日        | 7月16日  | ゲームセンター俺が好き           | 第7話「ゲームセンター」 (1巻7話)                                                       | 「俺の1巻」 2015年11月13日 | - |
| 07   | 6月27日        | 7月23日  | ジュンジなんかより俺が好き       | 第16話「訪問者」 (1巻16話)                                                             | 「俺の1巻」 2015年11月13日 | - |
| 08   | 7月4日         | 7月23日  | 天使が街に俺が好き               | 第5話「天使」 (1巻5話)                                                                 | 「俺の1巻」 2015年11月13日 | 花城トトノ初登場。                                                                                   |
| 09   | 7月11日        | 7月30日  | 少女に見られる俺が好き           | 第66話「ショートギャグ」 第48話「夏休み」                                              | 「俺の1巻」 2015年11月13日 | もちまる初登場。                                                                                     |
| 10   | 7月18日        | 7月30日  | ロクさん回でも俺が好き           | 第11話「ネガティブ」 (1巻11話)                                                         | 「俺の1巻」 2015年11月13日 | ロクさん初登場。                                                                                     |
| 11   | 7月31日        | 8月6日   | やっぱり斎藤さんより俺が好き     | 第8話「お買い物」 第15話「ショートギャグ」 (1巻8, 15話)                                | 「俺の1巻」 2015年11月13日 | キャラクター自体は「斉藤さん」が正しい表記だが、第11話の正式タイトルでは「斎藤さん」と書かれている。 |
| 12   | 8月8日         | 8月6日   | 動物でも俺が好き                 | 第10話「動物園」 (1巻10話)                                                             | 「俺の1巻」 2015年11月13日 | - |
| 13   | 8月15日        | 8月13日  | またまた斉藤さんより俺が好き     | 第26話「斉藤さんと井上さん」 第27話「ショートギャグ」                                  | 「俺の1巻」 2015年11月13日 | 井上さん初登場。                                                                                     |
| 14   | 8月22日        | 8月20日  | 時給で働く俺が好き               | 第25話「アルバイト」                                                                   | -                          | ツユクサ初登場。                                                                                     |
| 15   | 8月29日        | 8月27日  | 遊園地より俺が好き               | 第36話「週末」                                                                         | -                          | - |
| 16   | 9月5日         | 9月3日   | ナギトの兄の俺が好き             | 第52話「ダイエット」                                                                   | -                          | ナギト初登場。                                                                                       |
| 17   | 9月12日        | 9月10日  | 出てないけれど俺が好き           | 第45話「帰省」                                                                         | -                          | 藻井茜、こめたろう初登場。                                                                           |
| 18   | 9月19日        | 9月17日  | やっぱり時給で働く俺が好き       | 第28話「飲み放題」 第41話「欲しいもの」 第67話「アルバイト2」 第73話「ショートギャグ」 | -                          | - |
| 19   | 9月26日        | 9月24日  | 特別編でも俺が好き               | 第64話「マッチ売りのモノ」                                                             | -                          | - |
| 20   | 10月3日        | 10月1日  | サイクリングサイクリング俺が好き |                                                                                        | -                          | - |
| 21   | 10月10日       | 10月8日  | バンドをやりたい俺が好き         |                                                                                        | -                          | - |
| 22   | 10月16日       | 10月15日 | 鍋パーティーより俺が好き         |                                                                                        | -                          | - |
| 23   | 10月23日       | 10月22日 | もっと斉藤さんより俺が好き       |                                                                                        | -                          | - |
| 24   | 10月31日       | 10月29日 | 再び特別編でも俺が好き           |                                                                                        | -                          | - |
| 25   | 11月7日        | 11月5日  | ピクニックより俺が好き           |                                                                                        | -                          | - |
| 26   | 11月14日       | 11月12日 | そして斉藤さんより俺が好き       |                                                                                        | -                          | - |

### 放送局
| 放送期間                                        | 放送時間                              | 放送局     | 対象地域   | 備考                                                                                         |
| ----------------------------------------------- | ------------------------------------- | ---------- | ---------- | -------------------------------------------------------------------------------------------- |
| 2015年5月17日 - 11月14日                        | 日曜 4:50 - 4:55 (土曜深夜)           | 関西テレビ | 近畿広域圏 | 放送時間は目安 / 『音エモン』内にて放送                                                      |
| 2015年7月2日 - 9月24日 2015年10月1日 - 11月12日 | 木曜 21:55 - 22:00 木曜 21:57 - 22:00 | TOKYO MX   | 東京都     | 第1-12話は2話ずつ放送 / 第13-19話は後半に主題歌MVを放送 20話以降はEPG上は『キャラ@女子会』内 |
| 2015年7月17日 -                                 | 金曜 22:55 - 23:00                    | AT-X       | 日本全域   | リピート放送あり                                                                             |

### DVD
2015年11月13日にテレビ放送の第1話から第13話までを収録したアニメDVD『俺の第1巻』 が発売されたが、第2巻は発売されていない（2016年8月現在）。

## comico 台湾版
comico 台湾版では閃開, 讓最帥的來という題名で、中国語に翻訳されたものが配信されている。また、キャラクター名に関しては以下のとおりに変更されている。
- カタカナの愛称「ハギト」「ケイ」「ツユクサ」は、彼らの本名から字を取り『萩人』『螢』『露草』。
- 「モノ」は、中国語で氏名などに付けて愛称を表す「阿」に、本名の「藻井」から「藻」をとって、『阿藻』。
- 「ロクさん」は、「阿」に本名の「六汰」から「六」をとり、更に、中国語で敬称を表す「先生」を合わせて、『阿六先生』。
- 「浜瑚」「蛍介」「斉藤」は、「浜」「蛍」「斉」を繁体字で表記し、『濱瑚』『螢介』『齊藤』。
- 名前が元からカタカナである「トトノ」「キセハ」は、非漢字文化圏の固有名詞同様に音訳して、『托托娜』『琪賽赫』。 (中国語における外国固有名詞の表記#音訳も参照。)
- 「ウミハラ君」は、『海原先生』。